# Sammi Smith (sångerska)
Sammi Smith, född Jewel Faye Smith 5 augusti 1943, död 12 februari 2005, var en amerikansk countrysångare och låtskrivare. Hon är mest känd för sin tolkning av låten "Help Me Make It Through the Night" från 1971, som skrevs av Kris Kristofferson. Hon räknas, som en av få kvinnor, till outlaw country-genren.

## Bakgrund
Sammi Smith föddes i Orange County, Kalifornien 1943, men tillbringade mesta delen av sin barndom i Oklahoma City, Oklahoma. Hon hoppade av skolan vid elva års ålder för att sjunga professionellt på nattklubbar.  Endast femton år gammal gifte hon sig med musikern och nattklubbsägaren Bobby White, med vilken hon fick tre barn. De skiljde sig 1966. Smith kom därefter att gifta om sig två gånger. 1967 uppmärksammade basisten Marshall Grant hennes framträdande på klubben Someplace Else Night Club i centrala Oklahoma City. Grant samarbetade ofta med sångaren Johnny Cash. När Cash fick nys om hennes talang, hjälpte han henne med att få skivkontrakt hos Columbia Records. Hon flyttade till Nashville, Tennessee för att spela in vad som skulle komma att bli hennes första mindre hit So Long, Charlie Brown, Don't Look for Me Around, som utkom 1968. 1971 ingick hon sitt andra äktenskap. Denna gång med gitarristen Jody Payne, som vid tidpunkten spelade i Willie Nelsons band. De fick ett barn; musikern och skådespelaren Waylon Payne, vars gudfar är country-legenden Waylon Jennings.

## Genombrottet
Med låten Help Me Make It Through the Night slog Smith igenom och sålde med singeln guld. Hon räknades tidigt, som en av ytterst få kvinnor, till outlaw country-genren. Den var i stor utsträckning en reaktion mot det poporienterade, välproducerade Nashville-soundet som kommit att dominera countryn i början av 1970-talet. Musikerna inom outlaw country-rörelsen byggde i viss mån vidare på den tidigare honky tonk-stilen, med rötter i rock'n'roll, folk och blues.
År 1970 skrev Smith skivkontrakt med Mega Records och inledde samarbetet med att spela in låten He's Everywhere, som nådde plats åtta på Billboards country-lista.
Initialt var både Columbia Records och Mega Records ambivalenta till den sensuella antydning Smith frambringade genom sin sångstil. En företeelse som var förhållandevis nytt för country-genren. Det positiva gensvaret från radio-DJ:er, lyssnare och skivköpare lät dock inte vänta på sig. 
År 1972, blev Sammi Smith tilldelad ett Grammy-pris som "årets bästa kvinnliga countrysångerska".
Musikskribenterna David Cantwell och Bill Friskics-Warren placerar inspelningen av Help Me Make It Through the Night högst på den lista som utgör deras bok Heartaches by the Number: Country Music's 500 Greatest Singles, som publicerades 2003. De anser att låten är central i Nashvilles övergång till ett mer soul- och rock-orienterat sound.

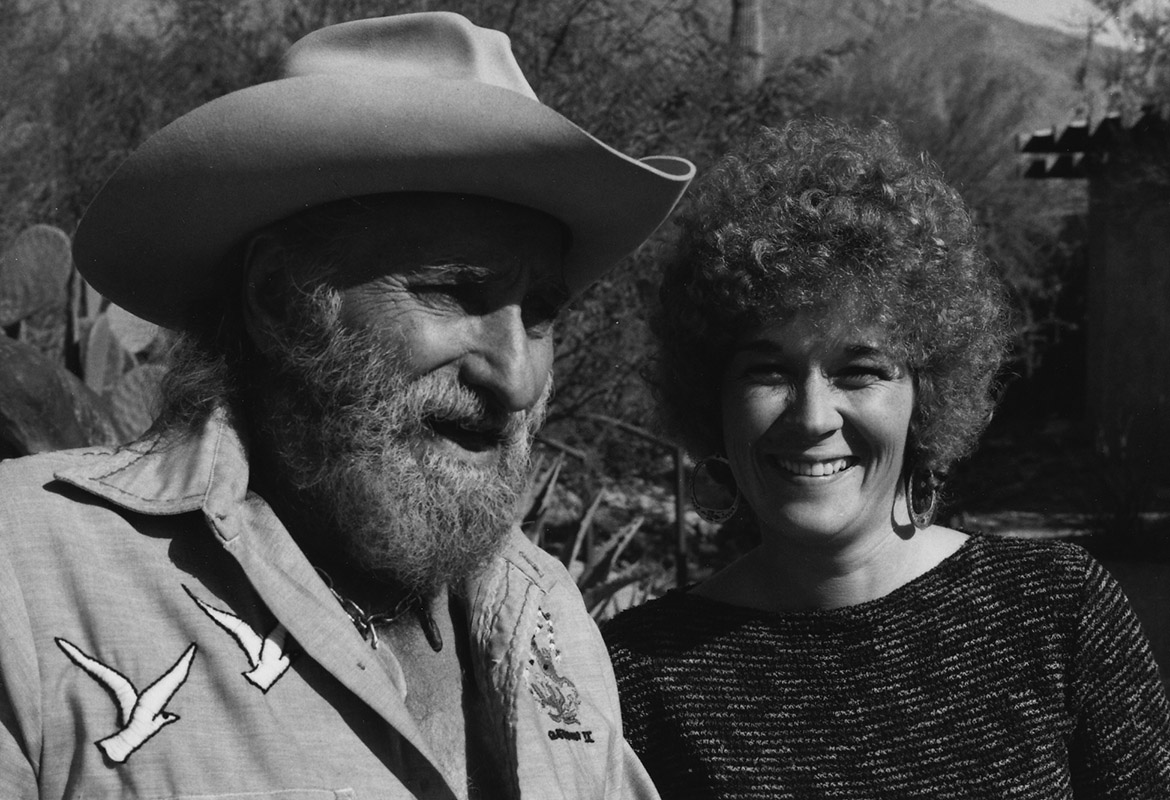
Sammi Smith tillsammans med konstnären Ettore DeGrazia, 1977.

## EfterHelp Me Make It Through the Night
Efter framgången med Help Me Make It Through the Night, flyttade flyttade Smith 1973 till Dallas, Texas, tillsammans med Waylon Jennings och Willie Nelson. Smith vänskap och kreativa utbyte med sångarna skulle visa sig vara livslångt.
Smith kom senare bland annat att spela in Then You Walk In (1971), I'm Got to Have You (1972), The Rainbow in Daddy's Eyes (1974), Today I Started Loving You Again (1975), Sunday School to Broadway (1976), Days That End in Y (1977) och What a Lie (1979), som samtliga nådde högt på försäljningslistorna.

## Senare karriär
Efter 1979 hördes inte mycket från Sammi Smith. Hon flyttade till Arizona och gifte sig med Johnny Johnson. Tillsammans drev de en boskaps-ranch i Bristow, Oklahoma. Tillsammans med sin son Waylon Payne uppträdde hon ett flertal gånger i det legendariska radioprogrammet Grand Ole Opry i Nashville. Hon formgav också keramik, badsalt och handmålade badrumsplattor.
Den 12 februari 2005, avled Sammi Smith i sitt hem i Oklahoma City efter att ha drabbats av sjukdomen KOL. Hon begravdes i Guymon, Oklahoma.

## Diskografi

### Musikalbum
- Help Me Make It Through the Night (September 1970, Mega Records)
- Lonesome (September 1971, Mega Records)
- Something Old, Something New, Something Blue (April 1972, Mega Records)
- The Toast of '45 (Mars 1973, Mega Records)
- The Rainbow in Daddy's Eyes (April 1974, Mega Records)
- Sunshine (1975, Mega Records)
- Today I Started Loving You Again (April 1975, Mega Records)
- As Long as There's Sunday (1976, Elektra Records)
- Mixed Emotions (1977, Elektra Records)
- New Winds, All Quadrants (1978, Elektra Records)
- Girl Hero (1979, Cyclone Records)